# Schmittrigger

Jämförelse av Schmittrigger (B) med komparator (A).

Schmittrigger implementerad med två emitterkopplade transistorsteg

En schmittrigger är en elektronisk krets med två utsignaltillstånd, namngiven efter Otto H. Schmitt. När insignalen till kretsen är högre än en viss nivå, är utsignalen i det ena läget. När insignalen till kretsen är lägre än en viss nivå, är utsignalen i det andra läget. Det som skiljer schmittriggern från en vanlig komparator är att omslagsnivåerna till schmittriggern kan väljas att vara olika, medan komparatorn slår om både uppåt och nedåt vid samma nivå. 

## Praktiska exempel
Ett exempel på hur en Schmittrigger används är om kretsen styr ett elektriskt värmeelement som ställts in på 20 grader. Elementet slås på vid temperaturer under 19,5 grader och stängs av vid temperaturer över 20,5 grader och slås sedan på igen då temperaturen sjunker under 19,5 grader. 
Fördelen med en Schmittrigger är mindre slitage på elementets kontakter och ett mindre "oroligt" beteende hos styrsystemet, som annars skulle ha slagit av och på elementet oftare då temperaturen passerade börvärdet 20 grader. Nackdelen är en aning sämre reglering. 
Schmittriggers har också fördelen av ett mindre oroligt uppträdande vid brusiga insignaler.

## Schmittrigger medelst operationsförstärkare

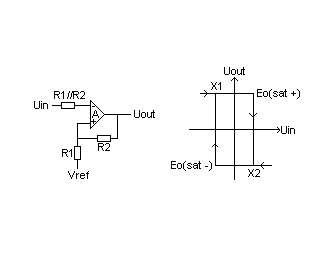
En operationsförstärkare kopplad som Schmittrigger.

Hystereskurva för en Schmittrigger.

Bilden visar en operationsförstärkare kopplad som Schmittrigger, dock behöver man inte ha resistorn vid Uin. Denna koppling genererar alltså en så kallad hysteres vilket är nyttigt när inkommande signaler är brusiga eller långsamma (annars kan det hända att operationsförstärkaren ändrar tillstånd flera gånger). Omslagslägena är benämnda X1 och X2. Grafen visar alltså hur kretsen uppför sig kring Vref (och inte noll volt). Om
{\displaystyle \beta ={\frac {R_{1}}{R_{1}+R_{2}}}}
är 
{\displaystyle X_{1}=V_{ref}-\beta Eo_{(sat-)}}
och
{\displaystyle X_{2}=V_{ref}+\beta Eo_{(sat+)}}
där Eo(sat) betyder maximalt utgånssving hos operationsförstärkaren (sat är en engelsk förkortning och står för saturated det vill säga mättad) vilket inte alltid varken är symmetriskt eller lika med matningsspänningen. Motståndet R1//R2 är rekommenderat för valfri operationsförstärkare (för att minimera offset då en del operationsförstärkare drar ingångsström). Insignalerna kan kastas om för att få en icke-inverterande Schmittrigger.
Det som skiljer en Schmittrigger från en komparator är främst hysteresen hos Schmittriggern. Men en allmän Schmittrigger kan även hantera både negativa och positiva utsignaler (enligt figur). En del digitala grindar är utrustade med Scmittrigger-ingångar.